# Billy Bernard
Billy Bernard (Lussemburgo, 9 aprile 1991) è un calciatore lussemburghese, difensore del The Belval Belvaux.

## Carriera

### Club
Ha sempre giocato nel campionato lussemburghese.

### Nazionale
Ha esordito con la nazionale lussemburghese nel 2010.

## Palmarès

### Club

#### Competizioni nazionali
- Campionato lussemburghese: 1

Fola Esch: 2020-2021